# Tacoignières
Tacoignières là một xã của Pháp, nằm ở tỉnh Yvelines trong vùng Île-de-France.
Người dân ở đây trong tiếng Pháp gọi là Tacoigniérois.

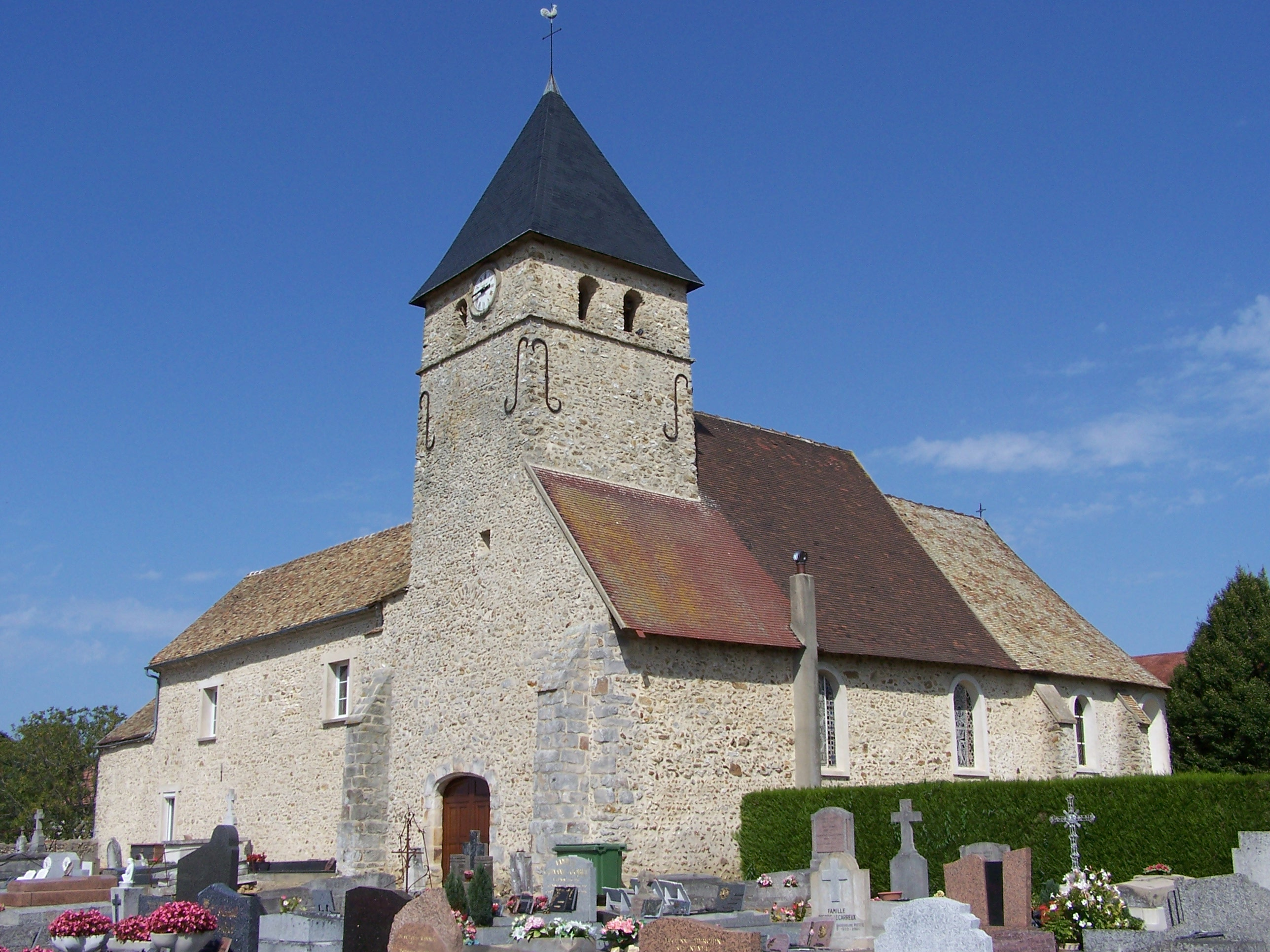
Nhà thờ

Các đơn vị giáp ranh Tacoignières: Orgerus về phía đông bắc, Bazainville về phía đông nam, Richebourg về phía tây và Prunay-le-Temple về phía tây bắc.